# Celle Enomondo
Celle Enomondo är en ort och kommun i provinsen Asti i regionen Piemonte i Italien. Kommunen hade 477 invånare (2018).